# Petuel

Familiengrab auf dem Münchner Nordfriedhof

Petuel [ˈpeˑtuˑeˑl] ist der Name einer Familie bedeutender Geschäftsleute und Sozialförderer aus dem Münchner Norden. Ludwig Petuel jun. war Sohn von Ludwig Petuel sen. und mit Karolina Petuel verheiratet.

## Thomas Petuel
Thomas Petuel (* 23. Oktober 1797; † 11. September 1847), Sohn eines Gastwirtes aus Sendling, war der Inhaber des Hacklbräu in Freising. Er war verheiratet mit Rosina Petuel (geb. Sporrer) aus der Familie der Besitzer des heutigen Bayerischen Hofes in Freising. Wie alle Freisinger Brauer hatte er zur Torfgewinnung (Brennstoff für die Sudhäuser) Landbesitz im Moos südlich von Freising. In seinem Besitz befand sich die ehemalige fürstbischöfliche Schwaige Attaching. Er begann mit der Erschließung des heutigen Stadtteils Lerchenfeld, indem er begann, Siedlungsland zu schaffen und zu verkaufen. In Freising ist die Petuelstraße in Lerchenfeld seit 1933 nach Thomas Petuel benannt.

## Ludwig Petuel sen.
Ludwig Petuel sen. (* 19. August 1839 in Freising; † 1911) war zunächst Geschäftsmann in Freising. 1868 zog er nach Milbertshofen und kaufte dort eine Bierbrauerei und Schnapsbrennerei und nannte sie Salvatorbrauerei. 1877 errichtete er an der heutigen Münchner Freiheit die „Schwabinger Brauerei“.
Durch seine weitere Geschäftstätigkeit auch in anderen Branchen erwirtschaftete er ein Vermögen und investierte es in den Kauf, die Erschließung und Bebauung örtlicher Grundstücke. Von 1870 bis 1875 war er Bürgermeister des Dorfes. Ab 1898 betrieb er in Milbertshofen eine der ersten Omnibuslinien Deutschlands. Er ist Ehrenbürger von Milbertshofen.

## Ludwig Petuel jun.
Ludwig Petuel jun. (* 3. Januar 1870; † 12. Oktober 1951) hatte bereits zu Lebzeiten seines Vaters Einfluss auf die Geschäftstätigkeit der Familie und damit auch auf für Milbertshofen bedeutende Entscheidungen. Für den Bau wichtiger Einrichtungen stellte er seine Grundstücke zur Verfügung. Engagement zeigte er dabei auch in der Förderung des Sports: 1906 entstand auf einem seiner Grundstücke ein Radstadion; Thaddäus Robl feierte dort seine letzten Erfolge. Jedoch bereits 1917 wurde auf dem Gelände von der Stadt München, in die Milbertshofen inzwischen eingemeindet war, eine militärische Anlage errichtet.

## Karolina Petuel
Karolina „Lina“ Petuel, geb. Meitinger (* 20. August 1873; † 3. September 1956) gründete testamentarisch den Stiftungsfonds Ludwig und Lina Petuel, der unter Verwaltung des Münchener Sozialreferats behinderte und alte Bürger der Stadt unterstützt.

## Trivia
Das Grab der Familie Petuel befindet sich auf dem Münchner Nordfriedhof, das Grab der Familie Meitinger auf dem Ostfriedhof. Beide Gräber werden vom Stiftungsfonds Ludwig und Lina Petuel getragen.
Nach Ludwig Petuel sen. und jun. ist in München die Straße Petuelring benannt. Den früher an dessen Stelle befindlichen Weg baute Petuel sen. zu einer befestigten Straße aus, die später nach ihm Petuelstraße benannt wurde.